# Arriva
Arriva et et trafikselskab, der driver en del buslinjer og har koncession til nogle udliciterede jernbanestrækninger i Nordeuropa.

## Historie
Arriva blev startet i 1938, da familien Cowie begyndte at sælge og reparere brugte motorcykler fra en lille forretning i Sunderland, England. Dette viste sig at være en glimrende forretning og gav en god vækst. Således begyndte man i 1960 at opkøbe en række bilforhandlere i området og blev 5 år senere børsnoteret under navnet Cowie Group Plc.
Først i 1980 begyndte man på bustransport og valgte i årene 1994-96 at udvide denne forretning betragteligt ved at opkøbe de tre konkurrenter Leaside, London South og British Bus Group.
I 1997 bredte man sig til de internationale markeder og introducerede det nuværende navn Arriva. Samme år holdt man sit indtog i Danmark med købet af Unibus. I 1999 overtoges Bus Danmark, der fusioneredes med Unibus til Arriva Danmark. Arriva Danmark er i dag Danmarks største busentreprenør. I 2007 købtes Veolia Transport Danmark A/S, der var Danmarks næststørste busentreprenør, og opkøbet betød, at Arriva med alle sine divisioner fik i alt 5535 medarbejdere i Danmark. Samtidig nåede man op på en markedsandel på ca. 50 % af busdriften i Danmark og ca. 60 % i Hovedstadsområdet.
Omkring årtusindeskiftet nåede man ind på markedet for togdrift og driver således i dag to store strækninger i England, et helt integreret system i Nederlandene og en række regionaltogsstrækninger i Midt- og Vestjylland, som man overtog den 5. januar 2003 efter DSB i Danmark.
I august 2010 blev Arriva opkøbt af det statsejede Jernbaneselskab Deutsche Bahn (DB) for 13,5 mia. kroner. Tog og busser i Danmark fortsatte dog med at køre under navnet Arriva.
I 2023 blev Arriva Danmark solgt til kapitalfonden Mutares (en). 
I starten af 2024 skifter Arrivas danske aktiviteter navn til GoCollective.

## Togdrift i Danmark
I januar 2003 overtog Arriva driften af flere vestjyske strækninger efter DSB. I de første måneder var der mange problemer med rettidighed, blandt andet som følge af mangel på lokomotivførere, og DSB måtte overtage driften af Århus – Viborg – Struer i en periode. Senere blev driften mere stabil, og rettidigheden blev ifølge Banedanmarks opgørelser gennemgående højere end for DSB generelt. Det hørte imidlertid med i billedet, at selvsamme Banedanmark med egne ord langt fra opfyldte kontraktkravet om kanalregularitet for DSB.
For Arrivas vedkommende blev trafikbetjeningen, togenes rettidighed og kundetilfredsheden generelt højere end før 2003, og i april 2012 konkluderede Rigsrevisionen, at Transportministeriet i perioden 2003-2010 opnåede en samlet besparelse ved udbuddet af jernbanetrafikken i Midt- og Vestjylland på estimeret 303,9 mio. kr. I mellemtiden genvandt Arriva de jyske strækninger på en kontrakt fra 2010 til 2018. Trafikstyrelsen benyttede desuden i maj 2015 en option på at forlænge kontrakten med Arriva yderligere 2 år frem til december 2020.
Derudover havde Arriva i forvejen overtaget driften af privatbanen Vestbanen mellem Varde og Nørre Nebel 1. juni 2002. I 2012 blev der indsat 2 nye Lint 41-togsæt svarende til dem Arriva havde anskaffet til sine øvrige strækninger. De erstattede Vestbanen gamle Y-tog, som i sommeren 2012 kom til Peru. De nye tog på Vestbanen kunne til gengæld fortsætte til og fra Esbjerg fra 1. juli 2012.
Den 5. januar 2013 var det ti år siden, at de første Arriva-tog kørte ud på skinnerne i Danmark. Jubilæet markeredes med receptioner i Silkeborg og Aarhus og efterskoleelever, der sang og spillede i togene mellem Herning og Aarhus. Endvidere kunne købes en jubilæumsbillet, der gjorde det muligt at rejse på alle Arrivas strækninger enten fredag den 4. januar eller lørdag den 5. januar for 50 kr. I forbindelse med jubilæet påpegede Arriva bl.a., at 969 ud af 1000 Arriva-tog kørte til tiden i løbet af 2012, og at flere danske regionalstogsstrækninger med fordel burde udliciteres.
8. april 2013 stiftede Arriva i samarbejde med SJ og Abellio interesseorganisationen Dansk Tog. Foreningen varetager erhvervspolitiske interesser, for jernbanevirksomheder med interesse i at køre tog i Danmark, og arbejder politisk for øget konkurrence om de offentlige indkøb af togdrift. Arrivas administrerende direktør Thomas Øster er formand for foreningen. Senere trak Abellio sig ud af foreningen.
13. december 2020 overtog Arriva kørslen på strækningen Vejle - Herning - Struer og kørslen på Svendborgbanen fra DSB. Til gengæld overgik strækningen Skjern - Holstebro til Midtjyske Jernbaner.

### Strækninger
Arriva driver under navnet Arriva Tog (Fra 2024 GoCollective)
regionaltogstrafik på følgende strækninger på Fyn og i Midt- og Vestjylland:
- Odense – Ringe – Svendborg
- Esbjerg – Ribe – Tønder – Nibøl (tysk Niebüll)
- Esbjerg – Varde – Nørre Nebel (Vestbanen)
- Esbjerg – Varde – Skjern – Herning
- Aarhus – Silkeborg – Herning – Struer
- Aarhus – Viborg – Struer
- Vejle – Herning – Struer
- Struer – Thisted

### Rullende materiel
| Litra | Billede | Type                    | Maks. hastighed | Antal     | Vogne pr. togsæt | Antal sæder              | Byggeår    | Indsat i drift | Udrangeret            | Bemærkning              |
| ----- | ------- | ----------------------- | --------------- | --------- | ---------------- | ------------------------ | ---------- | -------------- | --------------------- | ----------------------- |
| AR    |         | Dieselmekanisk togsæt   | 120             | 41        | 2                | 124 (heraf 11 klapsæder) | 2004-2010  | 2004           |                       | Leaset via Angel Trains |
| AR    | 2       | Dieselmekanisk togsæt   | 120             | 2004-2010 | 2                | 124 (heraf 11 klapsæder) | 2012       |                | Benyttes på Vestbanen |                         |
| MQ    |         | Dieselhydraulisk togsæt | 120             | 16        | 2                | 114                      | 2002, 2010 | 2020           |                       |                         |

### Historisk rullende materiel
| Litra | Billede                 | Type                    | Maks. hastighed | Antal      | Vogne pr. togsæt | Antal sæder            | Byggeår   | Indsat i drift | Udrangeret | Bemærkning                               |
| ----- | ----------------------- | ----------------------- | --------------- | ---------- | ---------------- | ---------------------- | --------- | -------------- | ---------- | ---------------------------------------- |
| MR    | Litra MR - set i Viborg | Dieselhydraulisk togsæt | 120             | 39 (nu: 0) | 2                | 112                    | 1978-1985 | 2003           | 2010       | Lejet af DSB                             |
| YM    | motorvogn til Y-tog     | Dieselmotorvogn         | 80              | 3 (nu: 0)  | –                | 47 (heraf 7 klapsæder) | 1965-1983 | 2002           | 2012       | Benyttedes på Vestbanen. Solgt til Peru. |
| YS    | styrevogn til Y-tog     | Styrevogn               | –               | 3 (nu: 0)  | –                | 56                     | 1965-1983 | 2002           | 2012       | Benyttedes på Vestbanen. Solgt til Peru. |